# Елісон Башфорд
Елісон Башфорд (англ. Alison Caroline Bashford; нар. 9 липня 1963, Сідней, Австралія) — австралійський історик та письменниця. Спеціалізується в галузях історії науки, глобальної історії та історії навколишнього середовища — по-новому оцінюючи сучасний світ з XVIII по XX століття.
Доктор філософії (1996), професор Університету Нового Південного Уельсу, насамперед професор Кембриджа і феллоу його Джизус-коледжу (нині почесний феллоу  ). Член Австралійської академії гуманітарних наук (2010)  та Британської академії (2017) , Королівського товариства Нового Південного Уельсу (2017) . Лауреатка премії Дена Девіда (2021) .

## Життєпис
Навчалася в Сіднейському університеті, отримала освітній ступінь бакалавра з відзнакою та університетську медаль (1990) за академічні досягнення. Там же 1996 року отримала освітньо-наукову ступінь доктора філософії, захистивши дисертацію «Nursing bodies: the gendered politics of health in Australia and England, 1860-1910». Займалася в Австралійському національному університеті. Ранні дослідження присвячені історії Британської імперії та Австралії. З 2013 року працює у Кембриджі як іменний професор (Vere Harmsworth Professor of Imperial and Naval History  ) і дійсний член Джізус-коледжу. З 2017 року дослідницький професор історії Університету Нового Південного Уельсу. У 2009-2010 роках працювала на кафедрі історії науки Гарвард. Відзначено Cantemir Prize (2011). Співорганізаторка конференції Malthus: Food, Land, People (2016) . У травні 2018 році читала Wiles Lectures .

## Відзнаки
У 2010 році Бешфорд було обрано членом Австралійської академії гуманітарних наук. У липні 2017 року її обрали членом Британської академії, національної академії гуманітарних і соціальних наук Сполученого Королівства. Вона також є членом Королівського товариства Нового Південного Уельсу. У 2021 році вона отримала премію Дена Девіда.

## Вибрані праці
Окрім ряду розділів у книгах і рецензованих журнальних статей, Бешфорд є авторкою або редакторкою наступні книги:

### Книги
Авторка шести книг.
- Purity and Pollution: Gender, Embodiment and Victorian Medicine (Macmillan, 1998).
- Imperial Hygiene: A Critical History of Colonialism, Nationalism and Public Health (Palgrave Macmillan, 2004).
- Griffith Taylor: Visionary, Environmentalist, Explorer (University of Toronto Press/National Library of Australia Press, 2008). У співавторстві з Керолін Стрендж.
- Global Population: History, Geopolitics, and Life on Earth (Columbia University Press, 2014).
- The New Worlds of Thomas Robert Malthus: Re-reading the Principle of Population (Princeton University Press, 2016). У співавторстві з Джойсом Чапліном[17].
- An Intimate History of Evolution: The Huxleys in Nature and Culture, (Allen Lane, 2022). The Huxleys: An Intimate History of Evolution, (University of Chicago Press, 2022).

Редакторка семи книг
- Contagion: Historical and Cultural Studies (Routledge, 2001). Співредактор з Claire Hooker. New edition: Contagion: Epidemics, history and culture from smallpox to anthrax (Pluto Press, 2003).
- Isolation: Places and Practices of Exclusion (Routledge, 2003). Співредактор із Керолін Стрендж.
- Medicine at the Border: Disease, Globalization and Security from 1850 to the Present (Palgrave Macmillan, 2006).
- The Oxford Handbook of the History of Eugenics (Oxford University Press, 2010). Співредактор із Філіппою Левін.
- The Cambridge History of Australia, 2 vols (Cambridge University Press, 2013). Співредактор із Стюарт Макінтайр.
- Pacific Histories: Ocean, Land, People (Palgrave Macmillan, 2014). Співредактор із Девідом Армітажем. ISBN 9781137001634
- Oceanic Histories (Cambridge University Press, 2018), з Девідом Армітажем та Суджитом Сівасундарамом.